# Синга (Эстония)
Си́нга (эст. Singa), ранее Си́ньга — деревня в волости Рыуге уезда Вырумаа, Эстония.
До административной реформы местных самоуправлений Эстонии 2017 года входила в состав волости Мынисте (упразднена).

## География и описание
Расположена в 23 км к юго-западу от волостного центра — посёлка Рыуге, и в 34 км к юго-западу от уездного центра — города Выру. Высота над уровнем моря — 82 метра. 
Через деревню протекает река Ахело (Ахли).
Климат умеренный. Официальный язык — эстонский. Почтовый индекс — 66010.

## Население
По данным переписи населения 2021 года, в Синга насчитывалось 7 жителей, из них 5 — эстонцы.
По данным переписи населения 2011 года, в деревне проживали 8 человек, все — эстонцы.
Численность населения деревни Синга по данным переписей населения:
| Год  | 1959 | 1970  | 1979 | 1989 | 2000 | 2011 | 2021 |
| ---- | ---- | ----- | ---- | ---- | ---- | ---- | ---- |
| Чел. | 49*  | ↘ 32* | ↘ 25 | ↘ 20 | ↘ 16 | ↘ 8  | ↘ 7  |

* В т. ч. деревни Ахело и Яанимяэ.

## История
В 1706 году упоминается Sincka Hans, в 1744 году — Singa Rein, Suncka Jacob, в 1826 году — Singa, в 1839 и 1858 годах — Senga. В 1922 году деревня упоминается как Metsakolga.
В 1977 году, в период кампании по укрупнению деревень, с Синга были объединены деревни Ахело (эст. Ahelo, также Ахли (эст. Ahli)) и Яанимяэ (эст. Jaanimäe) Мынистеского сeльсовета (эст. Mõniste külanõukogu).
В советское время на расположенной на территории деревни (в настоящее время — на частной земле) братской могиле советских воинов, павших во Второй мировой войне (захоронено 43 человека, исторический памятник с 1995 до 2023 года) был установлен памятник с надписью «Вечная слава героям, павшим в боях за свободу и независимость нашей Родины 1941—1945». В протоколе от 30 ноября 2022 года рабочая группа по советским памятникам при Госканцелярии Эстонии признала памятник «красным монументом», подлежащим демонтажу и замене на т. н. «нейтральный». Памятник был демонтирован в 2023 году (см. Список советских военных памятников Эстонии).

## Происхождение топонима
Имя Singa появилось в источниках в конце XVII века как добавочное имя у крестьян, в XIX веке — как название хутора и местности, а деревней оно стало не позднее начала XX века. Название может происходить от личного имени ′Sink: Singa′, основой которого является либо немецкая фамилия Schenk(e) (первоначально означавшая «корчма», «Питейное заведение»), либо редкое старошведское имя Sighniut.

## Комментарии
1. ↑  Эстонские топонимы, оканчивающиеся на -а, не склоняются и не имеют женского рода (исключение — Нарва)[9].